# Camp de la Torpille
Le camp de la Torpille est un dépôt de munitions construit près de Saint-Nazaire par les Allemands lors de la Seconde Guerre mondiale. Par la suite, il servit aussi aux militaires français, jusqu'en 1991.

## Sources
- Le camp de la Torpille : un lieu chargé d'histoire